# Twierdzenie o trójzębie
Twierdzenie o trójzębie, twierdzenie o trójliściu – twierdzenie geometrii euklidesowej, dotyczące odległości między pewnymi szczególnymi punktami związanymi z trójkątem.

## Twierdzenie

Ilustracja twierdzenia o trójzębie.

Niech {\displaystyle I} będzie środkiem okręgu wpisanego w trójkąt {\displaystyle ABC.} Przez {\displaystyle D} oznaczmy środek łuku {\displaystyle AC} niezawierającego punktu {\displaystyle B.} Z kolei {\displaystyle E} niech będzie środkiem okręgu dopisanego do trójkąta {\displaystyle ABC} stycznego do boku {\displaystyle AC.} Wówczas spełnione są równości
|  |  | {\displaystyle \|ID\|=\|AD\|=\|CD\|=\|ED\|}. |

Twierdzeniem o trójliściu nazywa się zwykle jedynie dwie pierwsze równości.

## Dowód
Z twierdzenia o kątach wpisanych opartych na tym samym łuku wynikają równości
|  |  | {\displaystyle \|\angle ABI\|=\|\angle DCA\|\quad } oraz {\displaystyle \quad \|\angle CBI\|=\|\angle DAC\|}. |

Z własności środka okręgu wpisanego, {\displaystyle BI} jest dwusieczną {\displaystyle \angle ABC,} więc {\displaystyle |\angle DCA|=|\angle DAC|,} a stąd trójkąt ACD jest równoramienny, tzn. {\displaystyle |AD|=|CD|.}
Korzystając z kątów przyległych i sumy miar kątów w trójkącie {\displaystyle ABI,} otrzymujemy
|  |  | {\displaystyle {\begin{aligned}\|\angle DIA\|&=180^{\circ }-\|\angle AIB\|\\&=180^{\circ }-(180^{\circ }-\|\angle IAB\|-\|\angle IBA\|)\\&=\|\angle IAB\|+\|\angle IBA\|.\end{aligned}}} |

Ponieważ {\displaystyle AI} jest dwusieczną {\displaystyle \angle BAC,} zachodzi równość {\displaystyle |\angle IAB|=|\angle IAC|.} Z kolei {\displaystyle |\angle IBA|=|\angle IBC|=|\angle CAD|.} Zatem
|  |  | {\displaystyle {\begin{aligned}\|\angle DIA\|&=\|\angle IAB\|+\|\angle IBA\|\\&=\|\angle IAC\|+\|\angle CAD\|\\&=\|\angle IAD\|.\end{aligned}}} |

Z powyższej równości kątów wnioskujemy, że trójkąt {\displaystyle ADI} jest równoramienny i {\displaystyle |AD|=|DI|}. To kończy dowód twierdzenia o trójliściu.
Aby udowodnić pełną formę twierdzenia o trójzębie, zauważmy, że z definicji punktów {\displaystyle I} oraz {\displaystyle E} zachodzi równość {\displaystyle \angle IAE=90^{\circ }.} Stąd {\displaystyle IE} jest średnicą okręgu opisanego na trójkącie prostokątnym {\displaystyle IAE.} Analogicznie {\displaystyle IE} jest średnicą okręgu opisanego na trójkącie {\displaystyle ICE.} Zatem punkty {\displaystyle A,I,C,E} leżą na jednym okręgu. Ponieważ trzy punkty jednoznacznie wyznaczają okrąg a {\displaystyle D} jest środkiem okręgu opisanego na {\displaystyle AIC} (z twierdzenia o trójliściu), {\displaystyle D} jest również środkiem okręgu opisanego na {\displaystyle AICE.} Stąd bezpośrednio wynika teza twierdzenia o trójzębie.